# جيمس جيلبيرت
جيمس جيلبيرت هو ممثل كندي، ولد في 15 يناير 1982 في كندا.

## أعمال

### أفلام
- (2009) سو VI

### مسلسلات
- أسرة تيودور

## وصلات خارجية
- جيمس جيلبيرت على موقع IMDb (الإنجليزية)
- جيمس جيلبيرت على موقع ألو سيني (الفرنسية)
- جيمس جيلبيرت على موقع أول موفي (الإنجليزية)
- جيمس جيلبيرت على موقع قاعدة بيانات الأفلام السويدية (السويدية)
- جيمس جيلبيرت على موقع قاعدة بيانات الفيلم (الإنجليزية)
- جيمس جيلبيرت على موقع كينوبويسك (الروسية)